# شهرداری واینوده
شهرداری واینوده (به لاتین: Vaiņode Municipality) یک شهرداری در لتونی است. شهرداری واینوده ۲٬۹۳۲ نفر جمعیت دارد.